# Ciufcia.pl
Ciufcia.pl – polski serwis z edukacyjnymi zabawami dla rodziców i dzieci w wieku 2–6 lat. Ciufcia powstała w 2008 roku, a już po trzech latach liczba unikalnych użytkowników przekroczyła 300 tys.. Ciufcia.pl została wyłączona razem z końcem wsparcia Adobe Flash Player, czyli na początku 2021 roku. Jednak obecnie, po zmianie właściciela, serwis uruchomiono ponownie. Aktualnie domena ciufcia.pl przejęta została przez NETSTEL Software i oferuje różnego rodzaju materiały edukacyjne dla dzieci.
Wszystkie zabawy umieszczone w serwisie opierają się na idei edutainmentu. Tworzone we współpracy z psychologami i pedagogami są materiałem ilustracyjnym, służącym do tłumaczenia dzieciom codziennych zjawisk i otaczającej je rzeczywistości.

## Zabawy
Na portalu dostępnych jest ponad 400 zabaw edukacyjnych. Ich główne zadanie to wspieranie rozwoju dzieci. Wspierane obszary zostały wyznaczone na podstawie teorii Inteligencji wielorakiej Howarda Gardnera. Wyróżnił on, głównie na podstawie szeroko rozumianej obserwacji życia społecznego, osiem typów inteligencji:
- językową,
- matematyczno-logiczną,
- muzyczną,
- wizualno-przestrzenną,
- ruchową,
- interpersonalną,
- intrapersonalną,
- przyrodniczą[7].

Oprócz tego na ciufcia.pl znajdują się też kolorowanki, puzzle oraz gry online dla dzieci. Ponadto można tam też znaleźć materiały przydatne rodzicom, np. kołysanki, opisy eksperymentów, wiersze czy gry i zabawy grupowe.

## Bezpieczeństwo
Ciufcia jest w pełni bezpiecznym serwisem edukacyjnym. Wszelkie zabawy cechuje brak przemocy. Ciufcia została stworzona przez rodziców, którzy zauważyli, że w Internecie brakuje miejsca przeznaczonego dla maluchów. Zdając sobie sprawę z rosnącej roli Internetu i przewidując, że wkroczy on również w życie najmłodszych, stworzono bezpieczny portal, który nie tylko bawi, ale i edukuje.

## Nagrody
- Auler 2011 (Aula Polska)[9]